# Tirà andí
El tirà andí (Knipolegus signatus) és una espècie d'ocell de la família dels tirànids (Tyrannidae) que viu a la zona Neotropical.

## Hàbitat i distribució
Viu als boscos humids de muntanya dels Andes del nord del Perú.

## Taxonomia
És una espècie monotípica, ja que una de les dues subespècies en què es dividia és avui considerada l'espècie Knipolegus cabanisi.